# Jordi Cruyff
Johan Jordi Cruyff (psáno také Cruijff, * 9. února 1974 Amsterdam) je nizozemský fotbalový trenér a bývalý profesionální fotbalista, který hrával na pozici ofensivního záložníka. Svoji hráčskou kariéru završil v roce 2010 v dresu maltského klubu Valletta FC. V roce 1996 odehrál také 9 utkání v dresu nizozemské reprezentace, ve kterých se jednou střelecky prosadil.
Po ukončení své hráčské kariéry se stal trenérem, který vedl například izraelské Maccabi Tel Aviv či čínský Šen-čen-š’. Od června 2021 působí jako sportovní poradce ve španělském klubu FC Barcelona.
Je synem trojnásobného držitele Zlatého míče Johana Cruyffa.

## Klubová kariéra
Absolvoval akademii amsterdamského Ajaxu, od roku 1988 působil v FC Barcelona, kde byl jeho otec trenérem, v letech 1994–1996 hrál za první tým ve španělské nejvyšší soutěži a získal Supercopa de España 1994. Pak přestoupil do Manchester United FC, s nímž vyhrál Premier League 1997 a Community Shield 1996 a 1997, vinou zranění se však do základní sestavy velkoklubu neprosadil a vrátil se do Španělska, kde působil v Celtě Vigo, Deportivu Alavés (postoupil s ním do finále Poháru UEFA 2000/01) a RCD Espanyol. V letech 2006 až 2008 byl hráčem ukrajinského klubu FK Metalurh Doněck a kariéru zakončil v roce 2010 na Maltě jako hrající trenér týmu Valletta FC.

## Reprezentační kariéra
Za nizozemskou reprezentaci odehrál devět mezistátních zápasů. Startoval na mistrovství Evropy ve fotbale 1996, kde v utkání proti Švýcarsku, které Nizozemci vyhráli 2:0, vstřelil svou jedinou reprezentační branku. Také devětkrát nastoupil za neoficiální katalánskou reprezentaci.

## Trenérská kariéra
Byl sportovním ředitelem klubů AEK Larnaka a Maccabi Tel Aviv FC, který dovedl ke třem mistrovským titulům a kde roku 2017 také usedl na trenérskou lavici. Od roku 2018 trénuje čínský klub Čchung-čching Tang-taj Li-fan.

## Osobní život
Otec ho na památku svého barcelonského působení pokřtil Jordi (katalánská podoba jména Jiří), za což sklidil ve frankistickém Španělsku silnou kritiku. Mladý většinou hrával se jmenovkou Jordi na dresu, aby zmírnil tlak spojený se slavným příjmením.